# Tine Sundtoft
Tine Sundtoft, née le 19 avril 1967 à Lillesand, est une femme politique norvégienne, membre du Parti conservateur. Elle est nommée ministre du Climat et de l'Environnement à la formation du gouvernement Solberg le 16 octobre 2013.

## Biographie
Elle fait des études d'économie à la BI Norwegian Business School mais à la fin, il lui manque deux crédits sur les 80 obligatoires pour obtenir son diplôme.